# Siccia quinquefascia
Siccia quinquefascia là một loài bướm đêm thuộc phân họ Arctiinae, họ Erebidae.